# Xã Arena, Quận Lac qui Parle, Minnesota
Xã Arena (tiếng Anh: Arena Township) là một xã thuộc quận Lac qui Parle, tiểu bang Minnesota, Hoa Kỳ. Năm 2010, dân số của xã này là 122 người.